# Florian Laclaustra
Florian Laclaustra, né le 24 décembre 1988 à Saint-Julien-en-Genevois, est un nageur français pratiquant le sauvetage sportif.
Il est médaillé d'argent au 50 m avec mannequin aux Jeux mondiaux de 2009. Aux Jeux mondiaux de 2013, il est médaillé d'or en relais 4x50 mètres et médaillé de bronze en relais avec obstacles 4x50 mètres.
Il est médaillé de bronze en relais avec obstacles 4 x 50 m aux Jeux mondiaux de 2017.